# بنهارد إيه إم إل
بانهارد إيه إم إل-245' (بالفرنسية: Panhard AML-245)‏ سيارة مصفحة عسكرية رباعية الدفع، سريعة وذات مدى طويل ورخيصة الثمن نسبيا. يبلغ الوزن القتالي لمصفحة بانهارد AML نحو 5.5 طن وأعتبرت آنذاك أحد أثقل مركبات الاستطلاع تدريعا، وقد سلحت بمدفع 90 ملم أملس الماسورة يطلق قذائف شديدة الأنفجار وقذائف شديدة الأنفجار مضادة للدروع، كما زودت المصحفة برشاشين عيار 7.5 ملم كلاهما متحد المحور ببرج المصفحة.
أستعملت مصفحة بانهارد AML في حرب الفوكلاند عام 1982 من قبل القوات الأرجنتينية وذلك في مواجهة مركبات الاستطلاع البريطانية السكوربيون، كما أستعملت البنهارد خلال الحرب خلال الحرب الأهلية اللبنانية.

## الاسم
تعود التسمية في الأساس إلى شركة بانهارد وقد كانت شركة لتصنيع السيارات في بداية القرن العشرين.
جاء اسم مصفحة بنهارد AML من اختصار الأحرف الأولى للعبارة الفرنسية (بالفرنسية:  Auto Mitrailleuse Légère)‏ والتي تعنى مركبة رشاش خفيفة.

## التاريخ
خلال عقد الخمسينيات من القرن العشرين كان لدى الجيش الفرنسي عدد كبير من مصفحات دايملر فيريت والتي تستعمل لأغراض الاستطلاع، وقدد قررت وزارة الدفاع الفرنسية في عام 1956 استبدال مصفحات دايملر فيريت والتي تصنعها شركة بانهارد، بمصفحة ذات تصميم وطني وهو ما تمثل بمصفحة بنهارد AML والتي دخلت الخدمة عام 1961.

### التطوير

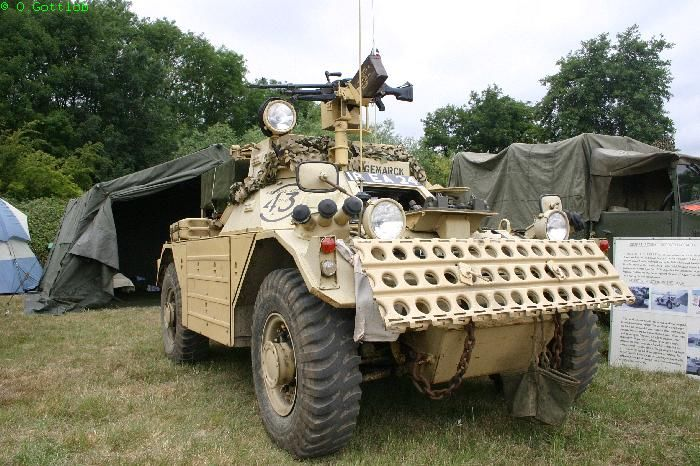
مصفحة فيريت

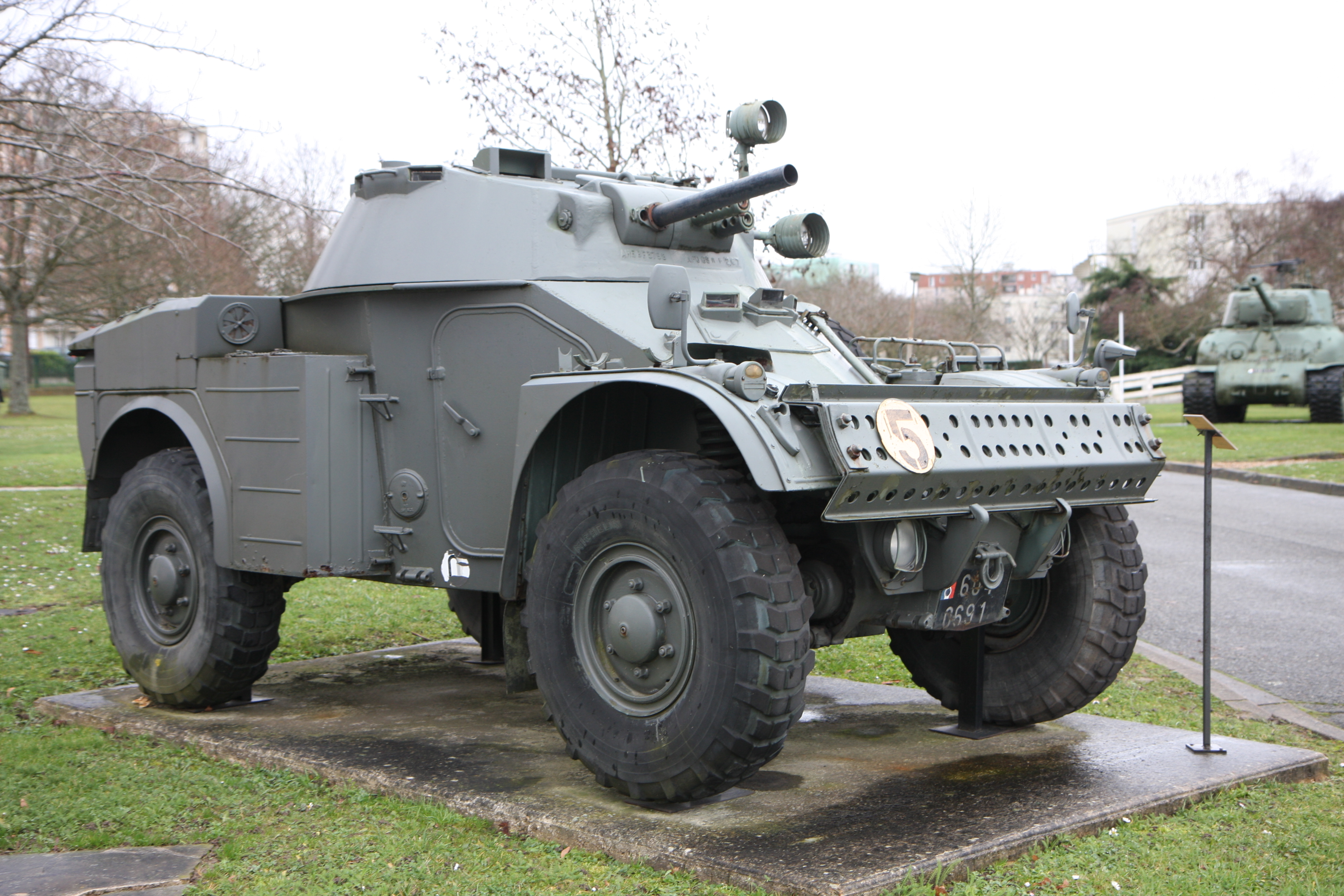
مصفحة بانهارد AML

طورت مصفحة بنهارد AML من قبل القسم الإنتاج العسكري بانهارد التابع لشركة بيجو سيتروين الفرنسية، جاء التصميم مشابها لمركبة دايملر فيريت لاسيما التصميم الخارجي، وقد ظهر النموذج الأولى للبانهارد في 1959 لتدخل المصفحة مرحلة الإنتاج في عام 1961 واستمر الإنتاج حتى عام 1988 ليبلغ إجمالي ما أنتج منها نحو 4,000 نسخة.

## المتغيرات
.
- إيه إم إل-60:[5][5][5][6]
- إيه إم إل-90:[5][5][6]

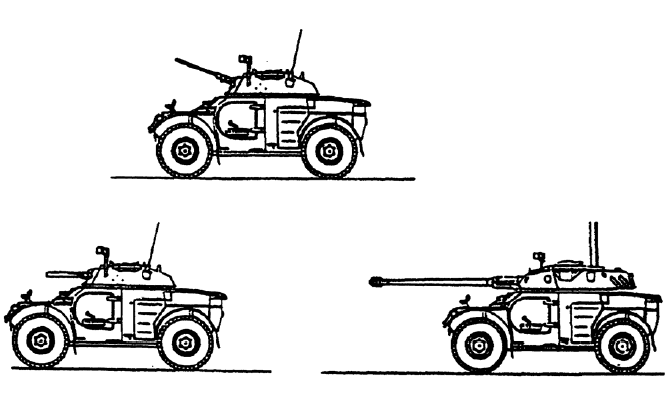
AML variants; US military recognition plate

- إيه إم إل إس530: صممت لتكون سلاح ذاتي الحركة مضاد للطائرات.[5]
- إيلاند-60: إنتاج جنوب افريقيا لنموذج إيه إم إل إتش إي-60 (AML 60 HE 60-7).[6]
- إيلاند-90: إنتاج جنوب افريقيا لنموذج إيه إم إل إتش-90 (H-90).[6]

## المشغلين
هذا القسم حول مشغلي بنهارد إيه إم إل. لمشغلي الطراز البديل الذي صنع في جنوب أفريقيا، انظر: إيلاند إم كيه7.

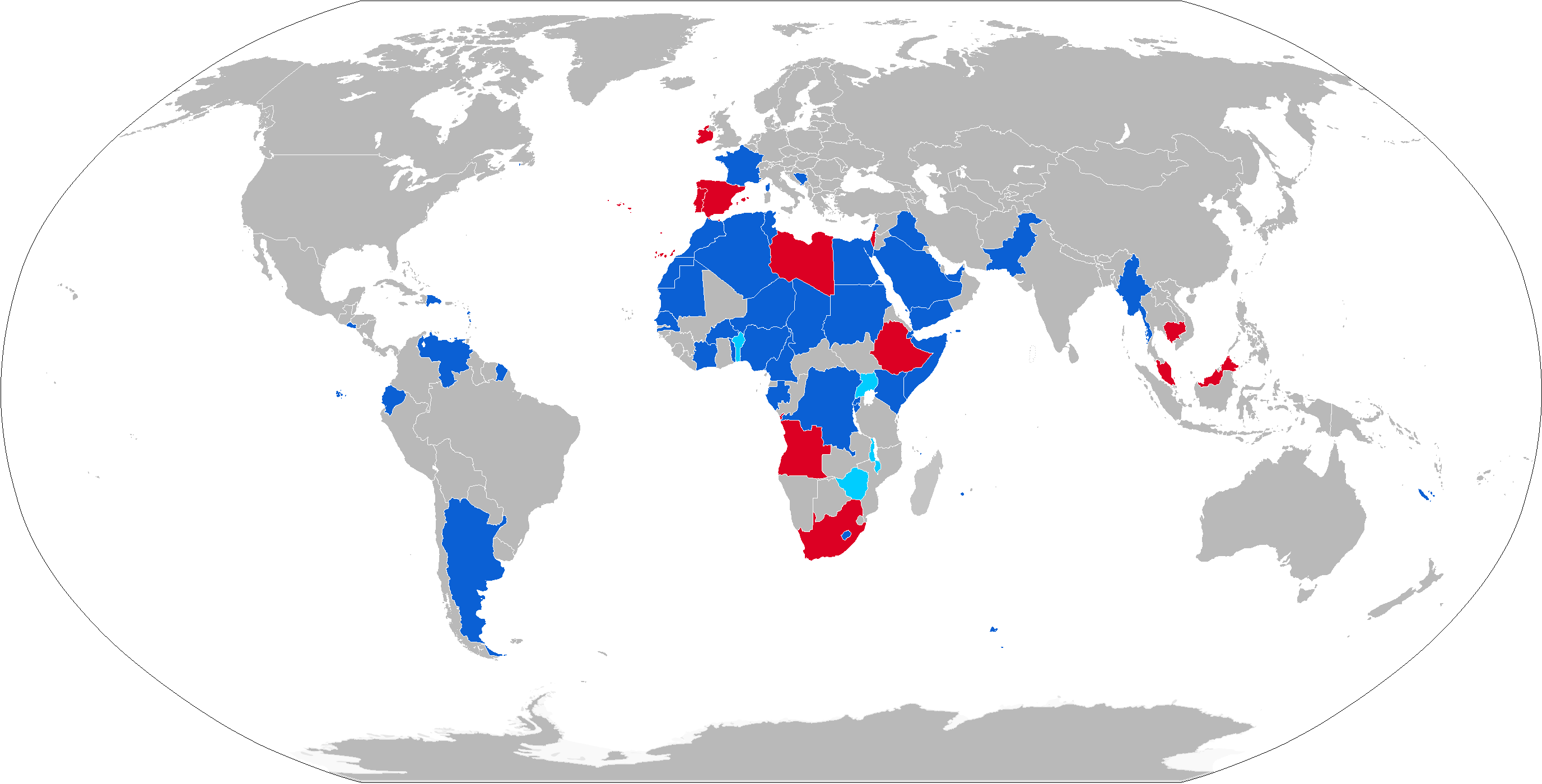
خريطة مشغلي بانهارد باللون الأزرق، والمشغلين السابقين باللون الأحمر ومشغلين إيلاند Mk7 باللون السماوي

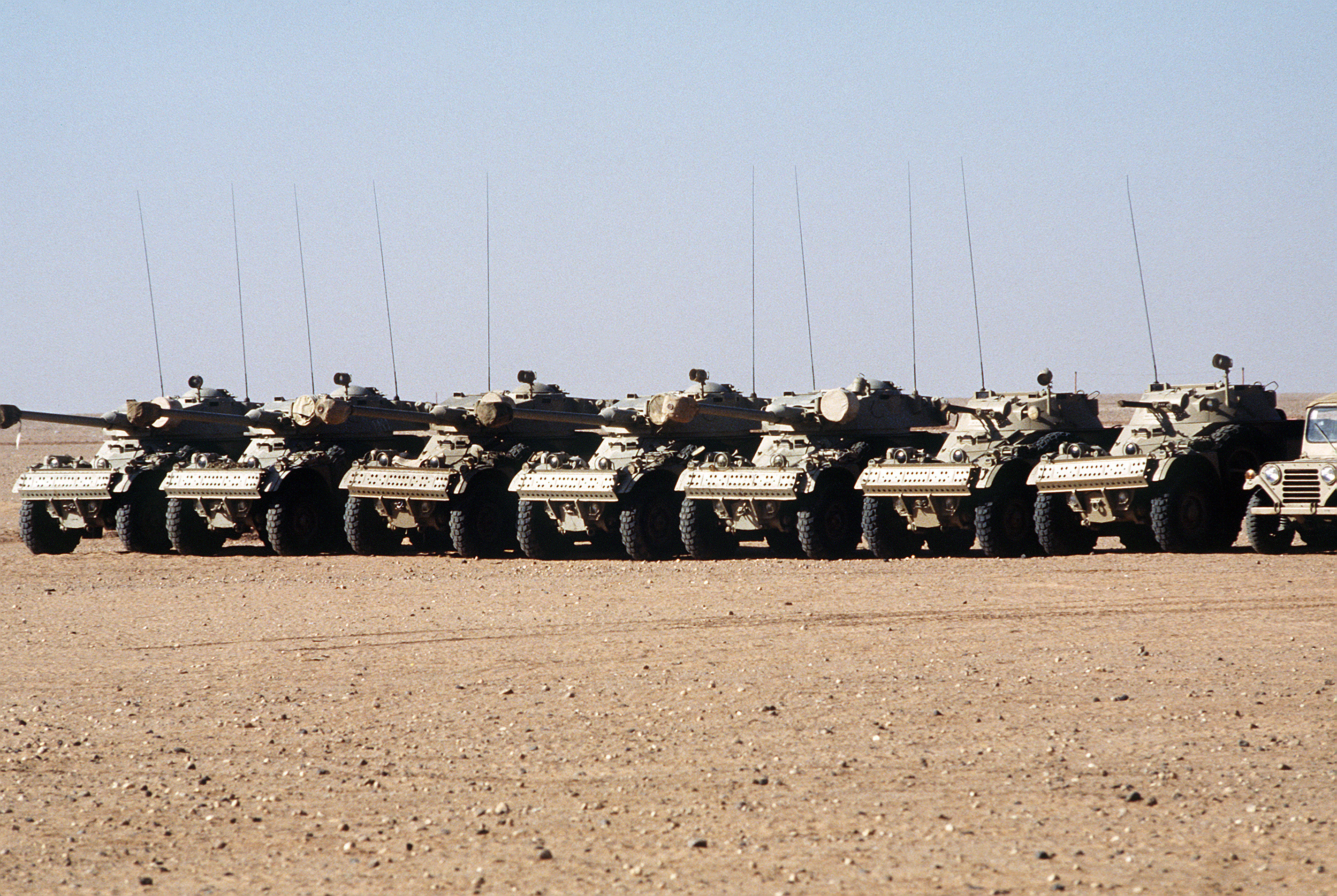
بنهارد إيه إم إل تابعة لجيش النيجر خلال عملية درع الصحراء.

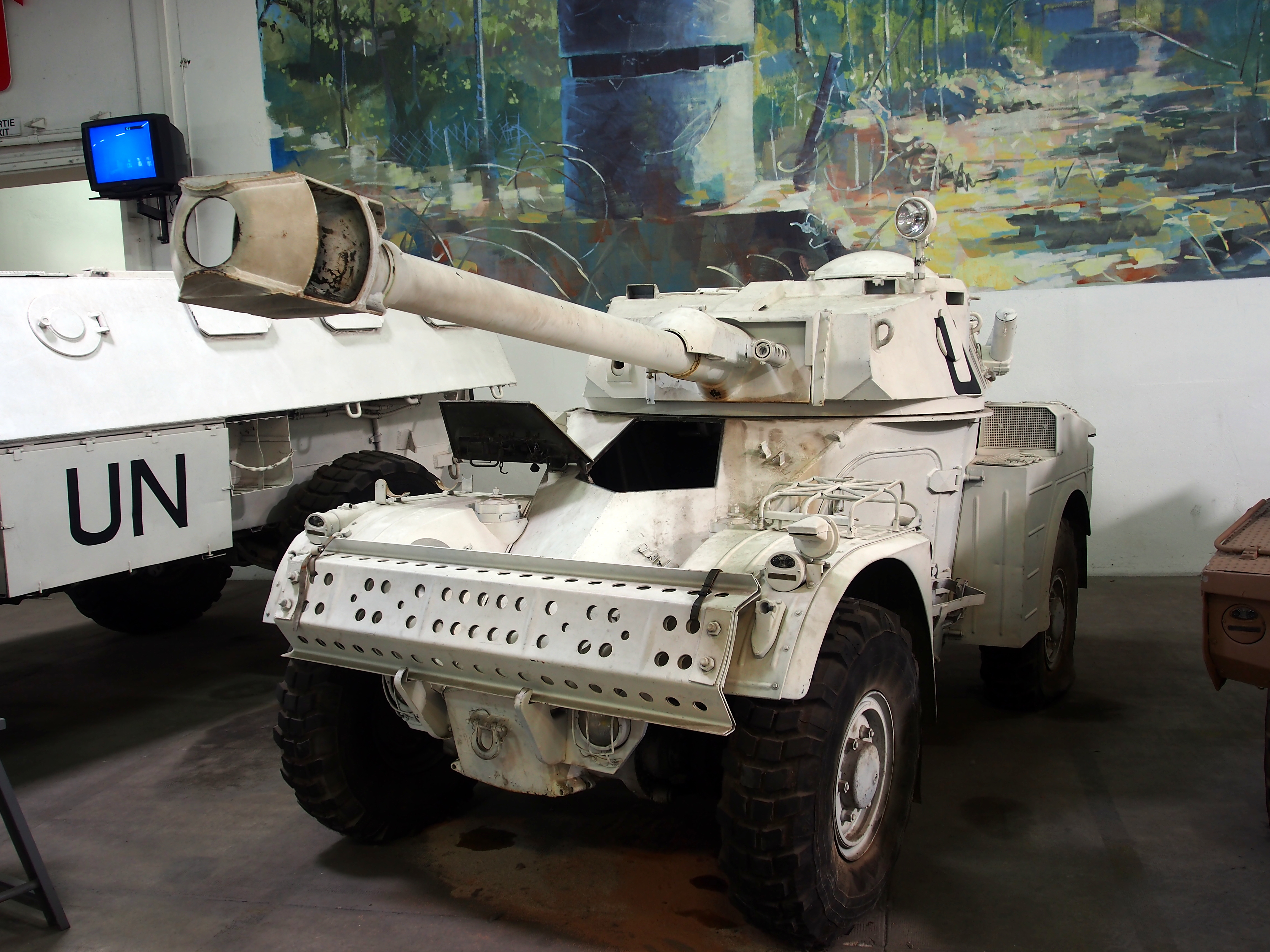
إيه إم إل-90 بألوان الأمم المتحدة.

### مشغلون حاليون
- الجزائر: 54 إيه إم إل-60.[7]
- الأرجنتين: 50 إيه إم إل-90[7]
- البحرين: 23 إيه إم إل-90[7]
- البوسنة والهرسك: 10 إيه إم إل-90[7]
- بوركينا فاسو: 15[7]
- بورما: 50 إيه إم إل-90[8][9]
- بوروندي: 30[7]
- الكاميرون: 31; سابقا كانت تعمل مع -جيش البوسنة[7]
- تشاد: 85;[7] استبدال محتمل ب إيلاند[10]
- كوت ديفوار: 20[7]
- جمهورية الكونغو الديمقراطية[7]
- جيبوتي: 24;[7] 20 في الخدمة.[11]
- الغابون: 18[7]
- الإكوادور: 27[7]
- مصر[12][13]
- السلفادور: 12 إيه إم إل-90[7]
- العراق: 170 تم تسليمها بين عامي 1967 و 1976;[7] 10 في الخدمة.[8]
- كينيا: 82;[7] تم تجديدها من قبل شركة إسرائيلية في عام 2007.[14]
- لبنان: 74[7]
- ليسوتو: 6 إيه إم إل-90;[13] 4 في الخدمة.[15]
- موريتانيا: 60, 39 إيه إم إل-90 و 20 إيه إم إل-60[7]
- المغرب: 210[7]
- النيجر: 36[7]
- نيجيريا: 137[7]
- باكستان: إيه إم إل-60[16]
- رواندا: 15[7]
- الجمهورية الصحراوية[17]
- السعودية: 300, 190 إيه إم إل-90 و 110 إيه إم إل-60;[18] 235 في الخدمة.[19]
- السنغال: 54[7]
- الصومال: 15 إيه إم إل-90[20]
- أرض الصومال[21][22]
- السودان: 6 إيه إم إل-90;[23] 5 في الخدمة.[24]
- توغو: 10[7]
- تونس: 18[7]
- الإمارات العربية المتحدة: 90 إيه إم إل-90[7]
- فنزويلا: 10[7]
- اليمن: 185[11]

### مشغلون سابقون
- حركة الناصريين المستقلين - المرابطون: ورثت من الجيش اللبناني (LAF).
- حركة أمل: ورثت من الجيش اللبناني (LAF).[25]
- أنغولا: محتمل الاستيلاء عليها من البرتغال.[26]
- كمبوديا: 15 إيه إم إل-60 في الخدمة بين عامي 1965 و 1975.[7]
- الجبهة الوطنية لتحرير أنغولا: 1 إيه إم إل-90;[27] الآن معروضة في متحف القوات المسلحة في لواندا.[28]
- فرنسا
- إثيوبيا 56 إيه إم إل-60[7]
- الجبهة الوطنية لتحرير الكونغو: 1 إيه إم إل-60, وبعض من إيه إم إل-90s[29]
- أيرلندا: 18 إيه إم إل-20, 15 إيه إم إل-90[30]
- إسرائيل: 29 إيه إم إل-90[7][31]
- القوات اللبنانية: 12 إيه إم إل-90 ورثت من LAF.[32]
- ليبيا: 20 إيه إم إل-90[7]
- ماليزيا: 140 إيه إم إل-60 و إيه إم إل-90s[7]
- البرتغال: 56 إيه إم إل-60, إيه إم إل-90s[7]
- الحزب التقدمي الاشتراكي/جيش التحرير الشعبي: ورثت من الجيش اللبناني (LAF).
- جنوب أفريقيا: 100 إيه إم إل، تم شراؤها في عام 1962، وبسرعة حلت محلها  إيلاند إم كيه2.[7][33]
- اسبانيا: 140 إيه إم إل-60 و إيه إم إل-90s[7]
- ميليشيا نمور الأحرار: ورثت من الجيش اللبناني (LAF).
- يونيتا: 4[33]:35 إيه إم إل، تم الحصول عليها سرا من زائير؛ شهدت الخدمة خلال الحرب الأهلية الأنغولية.[34][35]

## معرض الصور

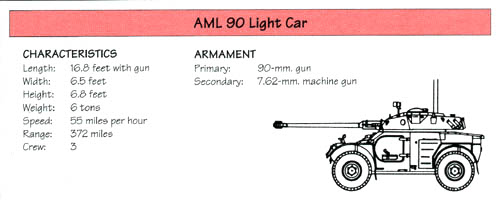
Recognition plate
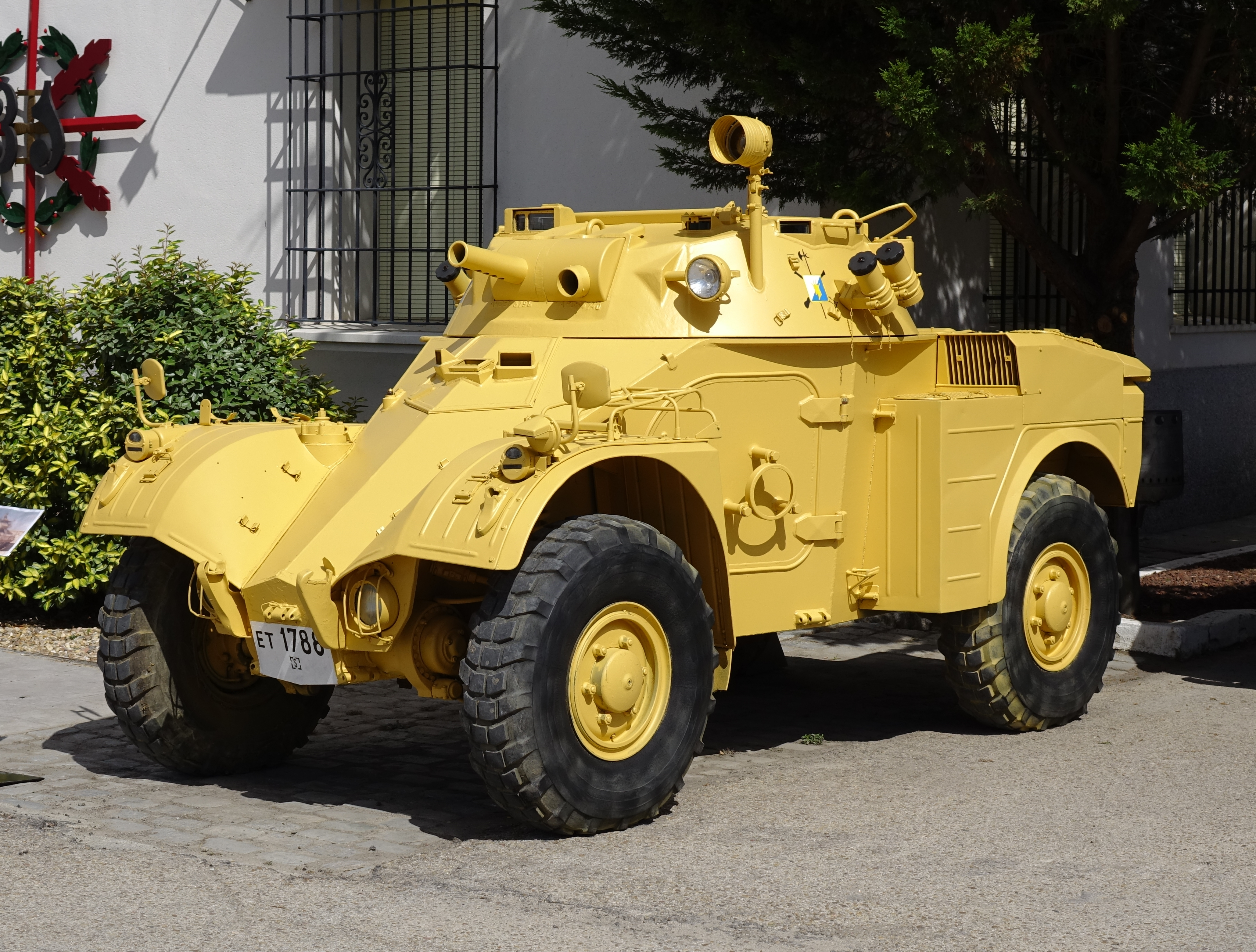
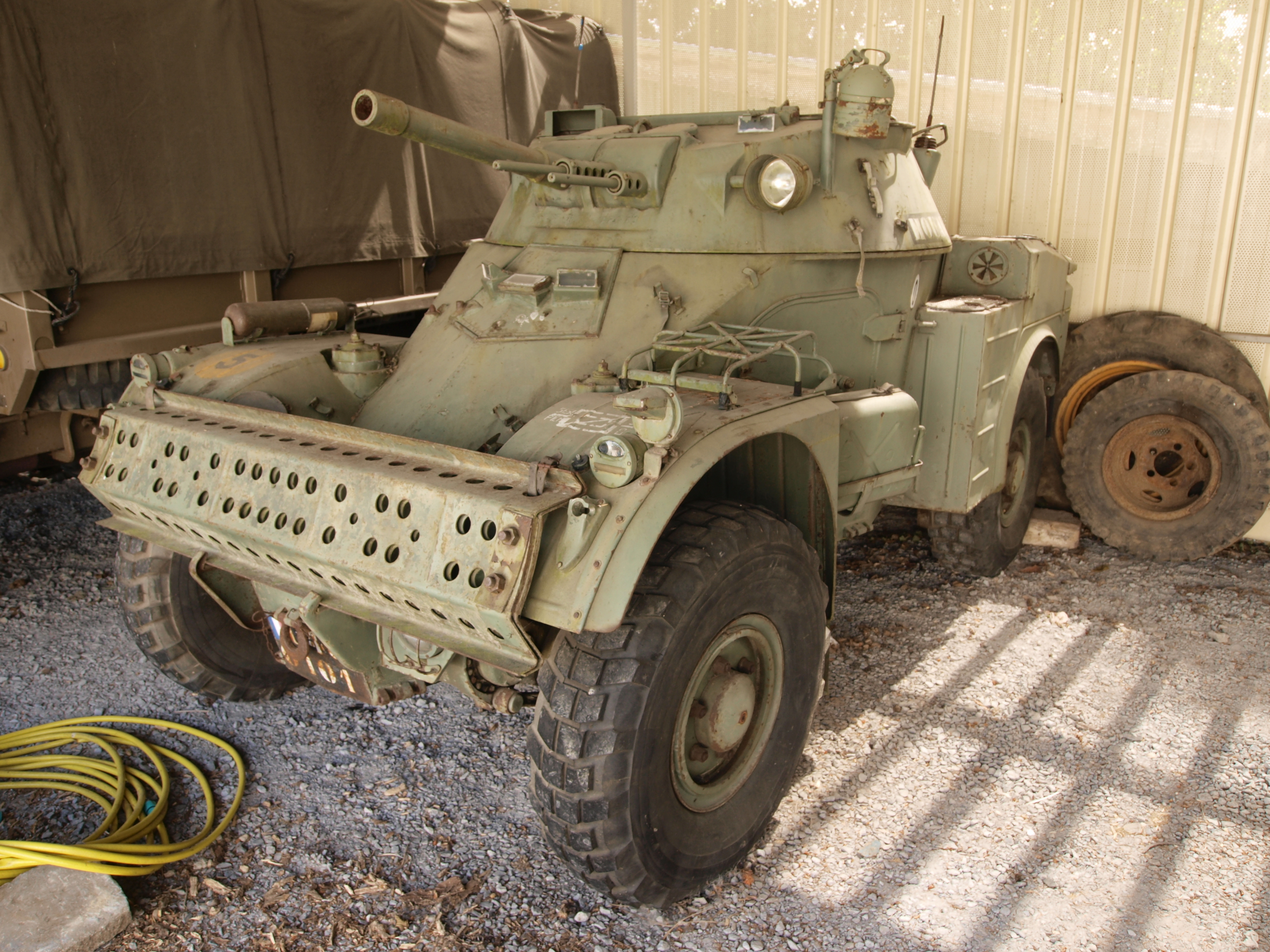
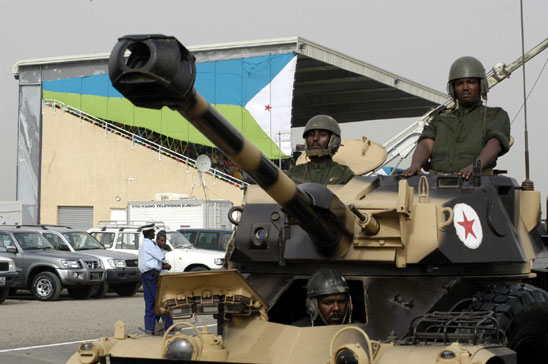
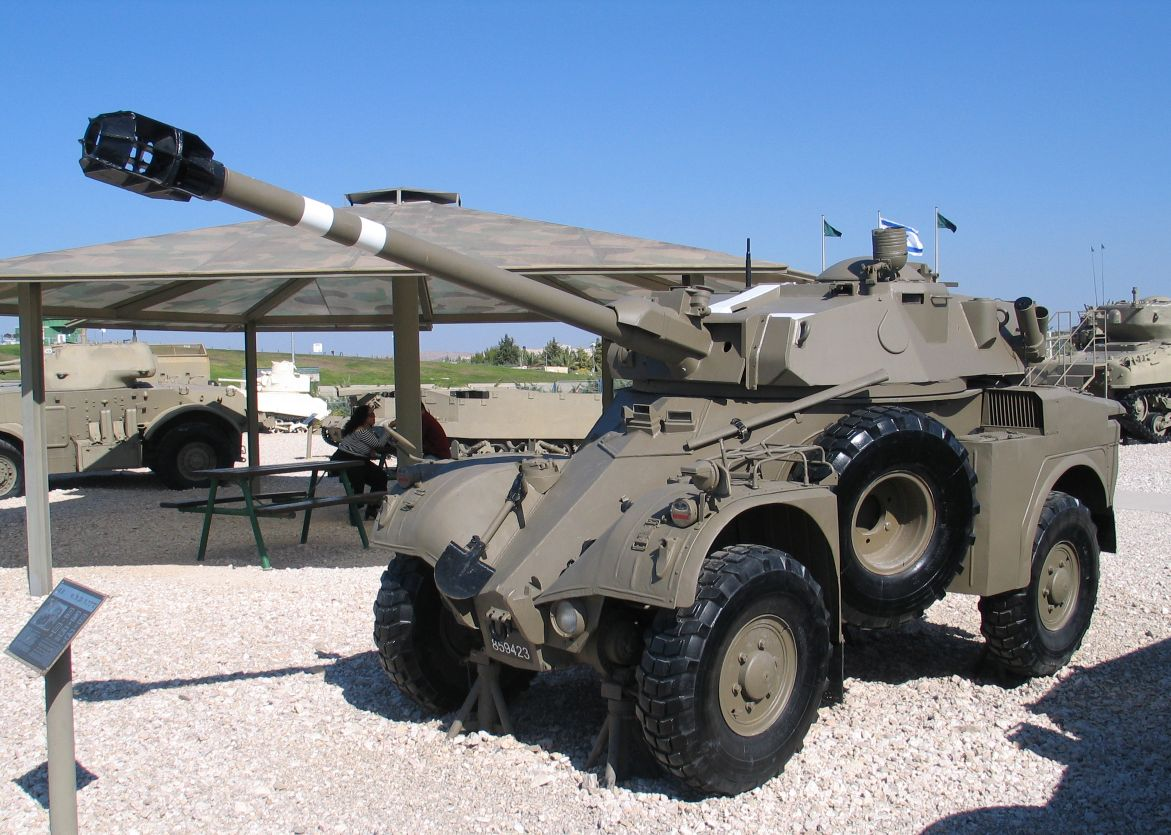
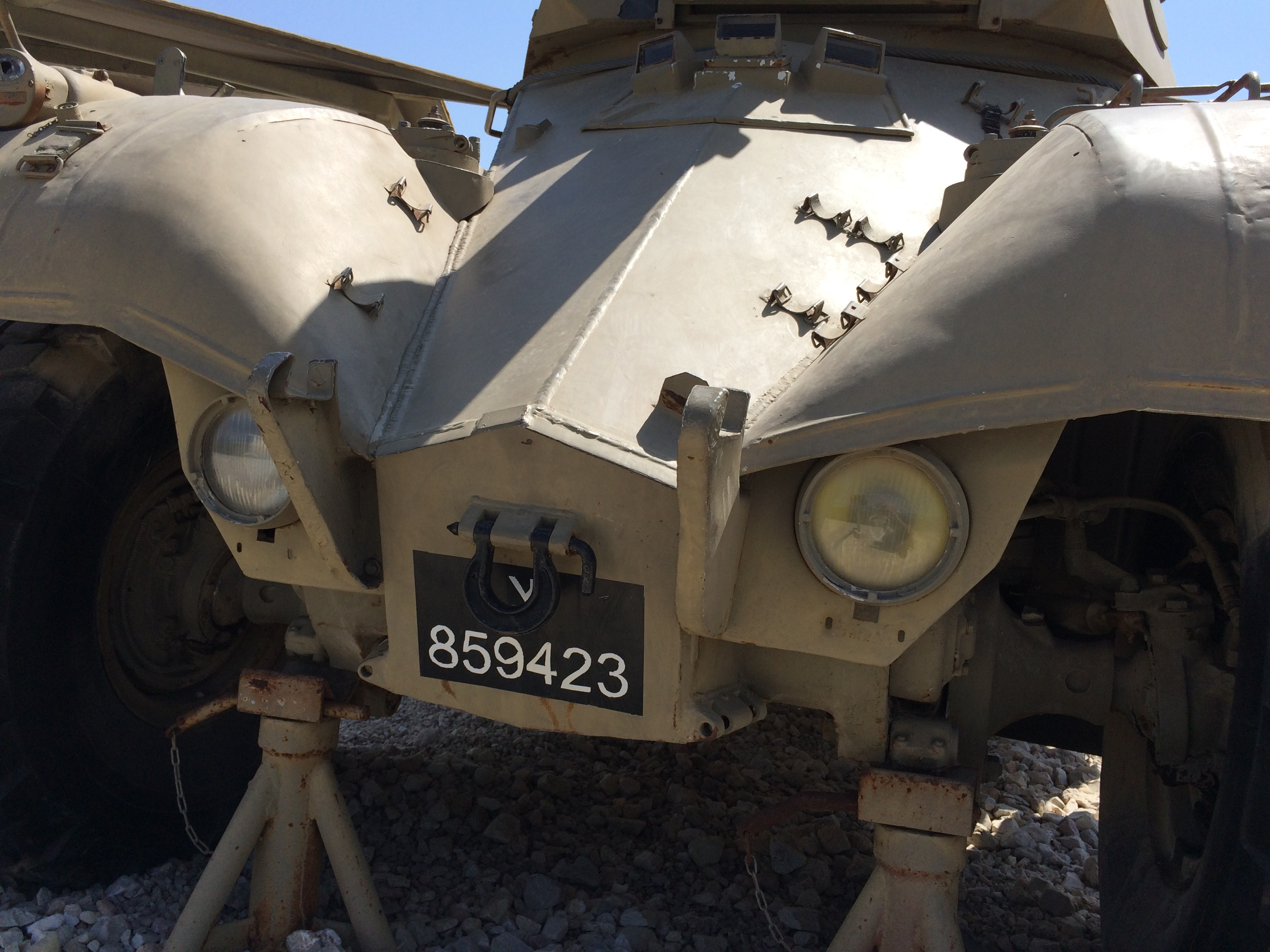
Frontal glacis
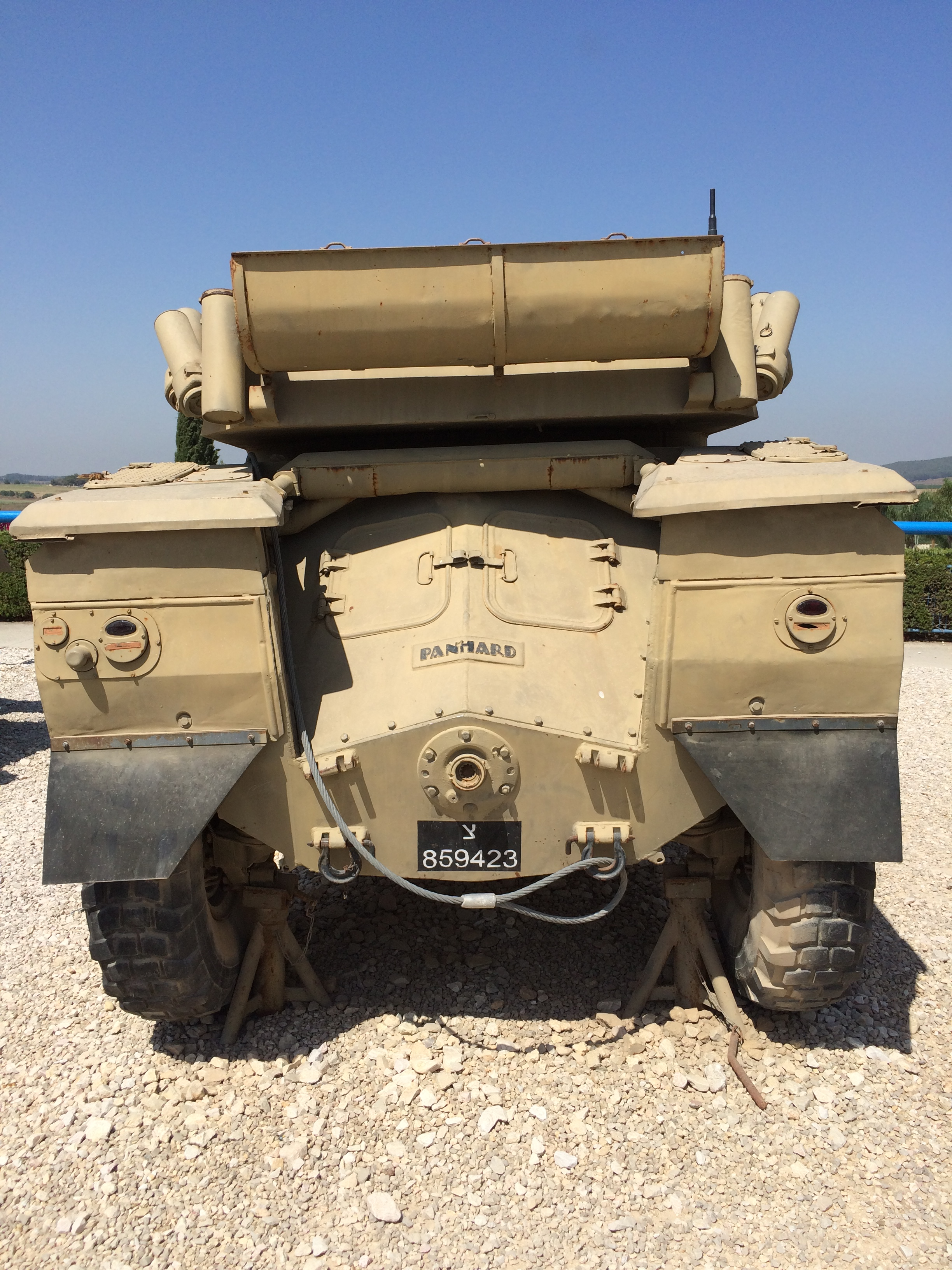
Rear hull, including the enclosed powerplant
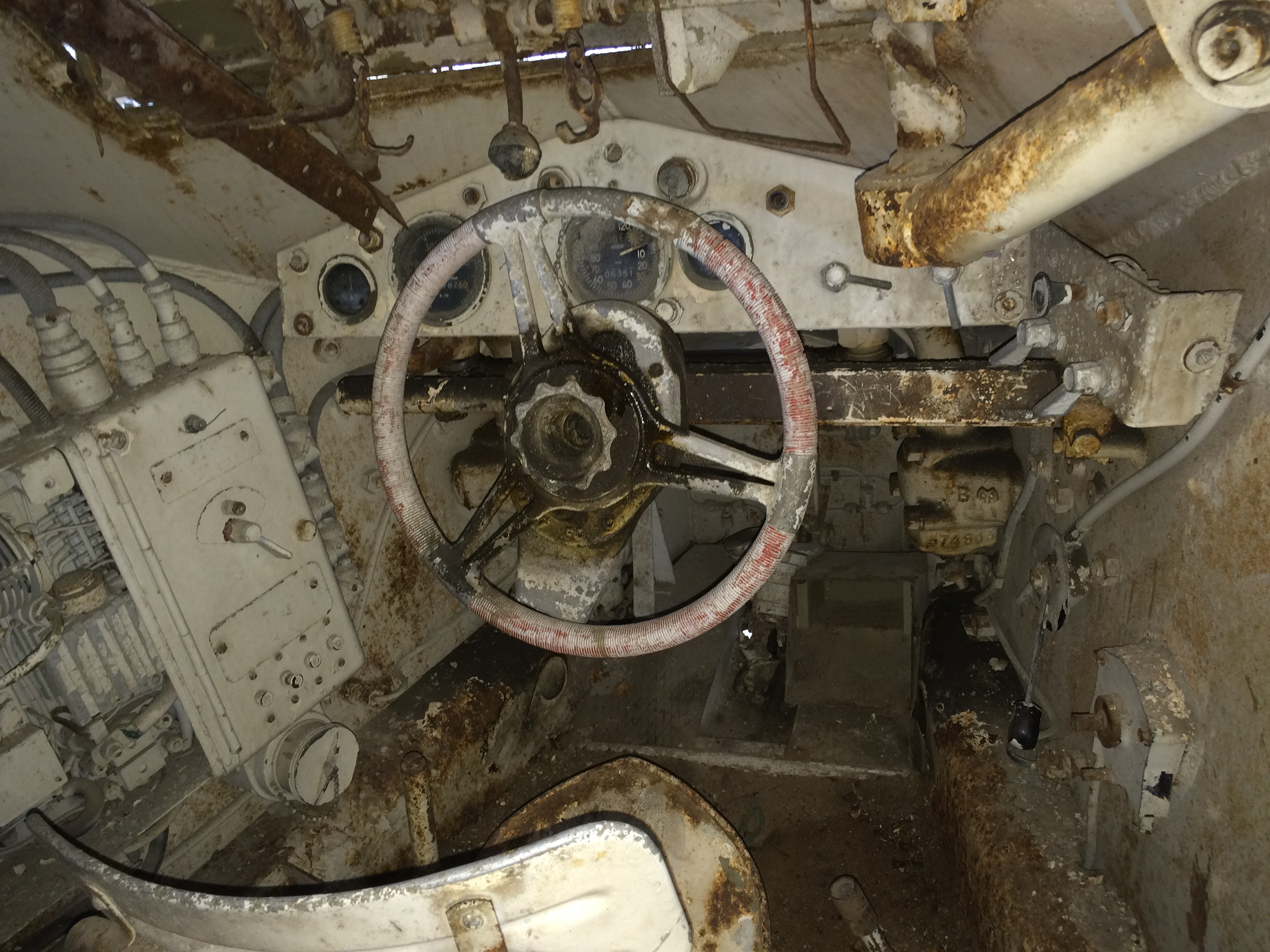
مقصورة القيادة
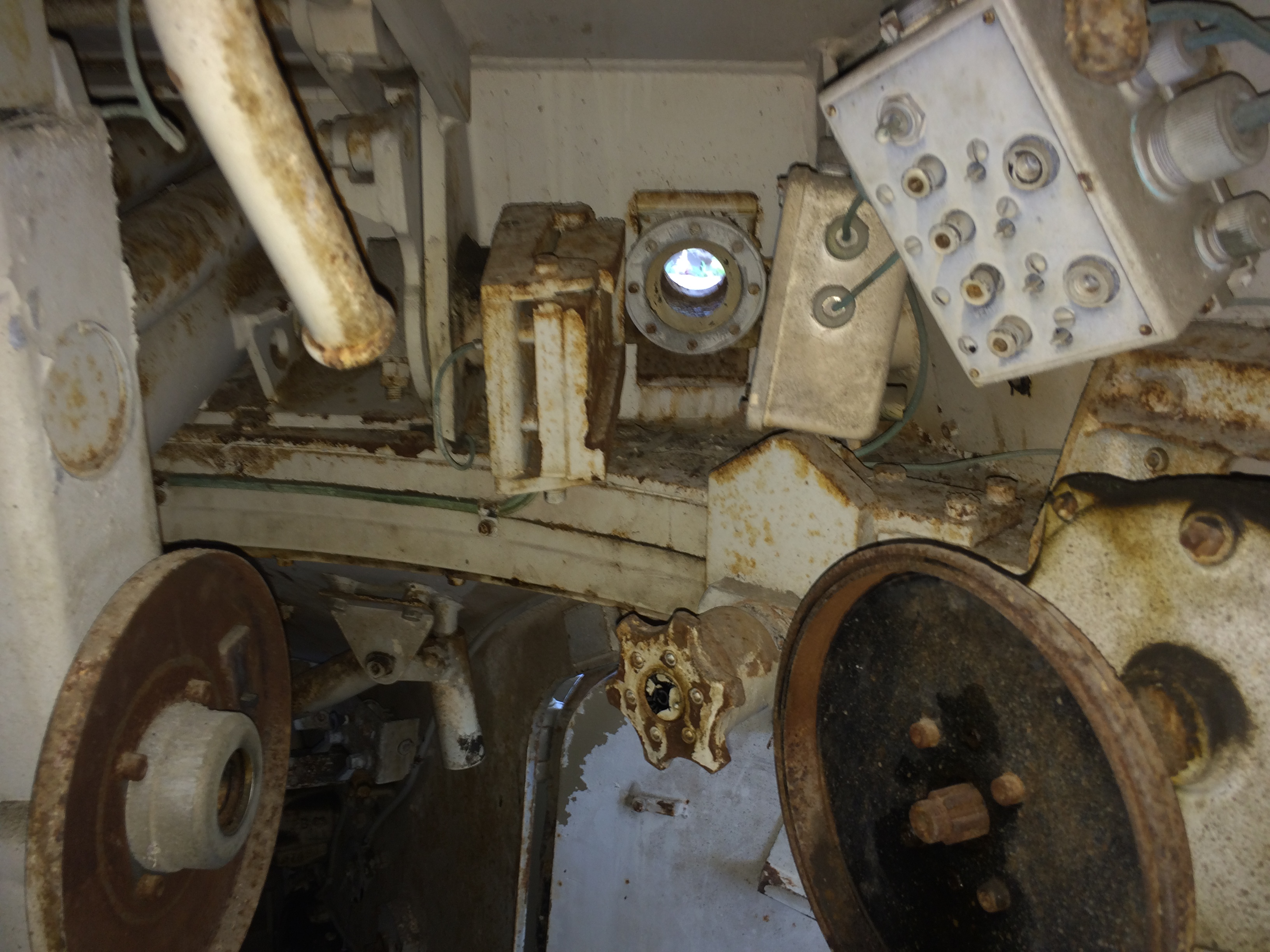
Gunner's fighting position; note manual turret cranks
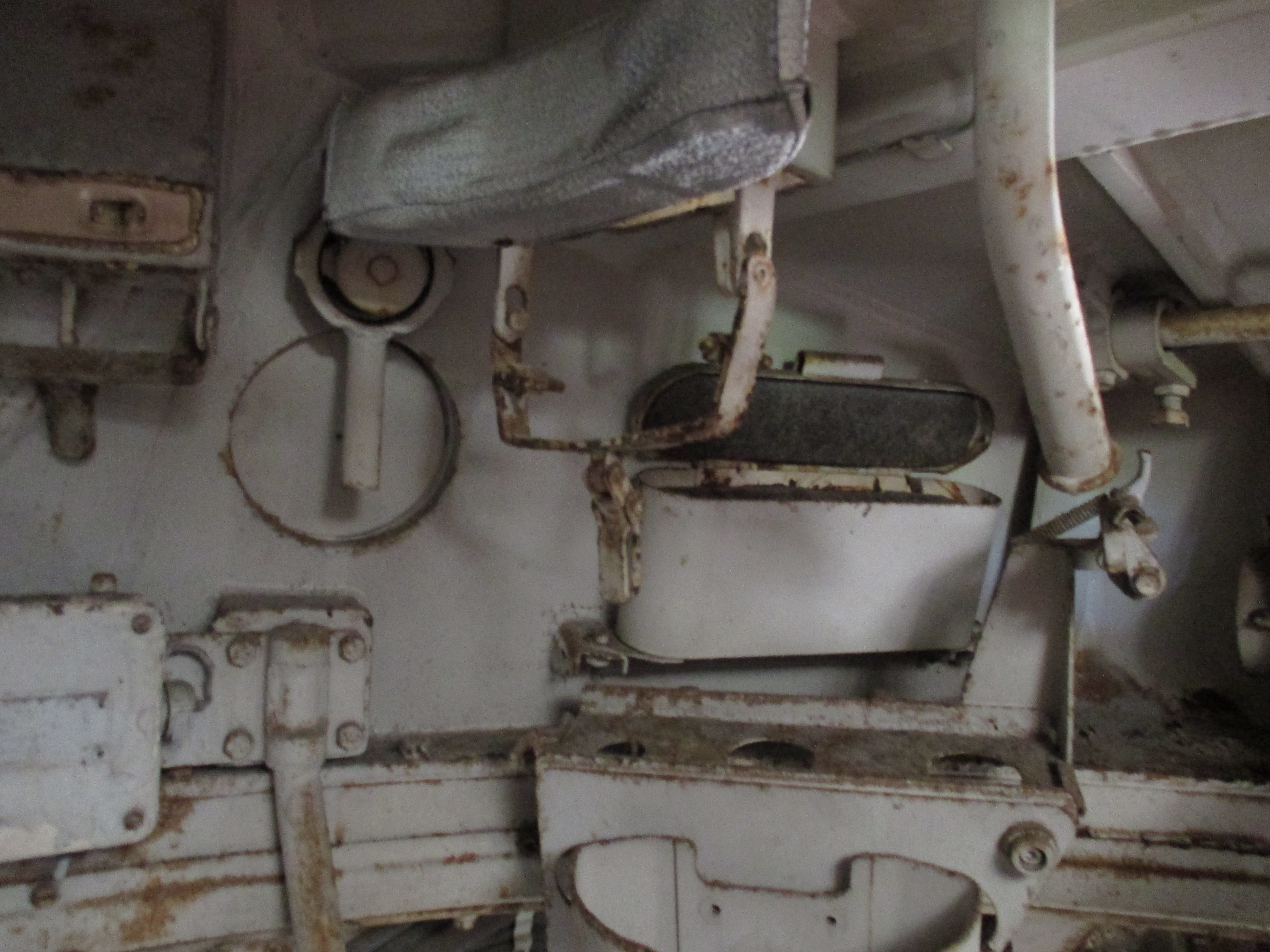
Commander's fighting position; note hatch for ejecting spent casings
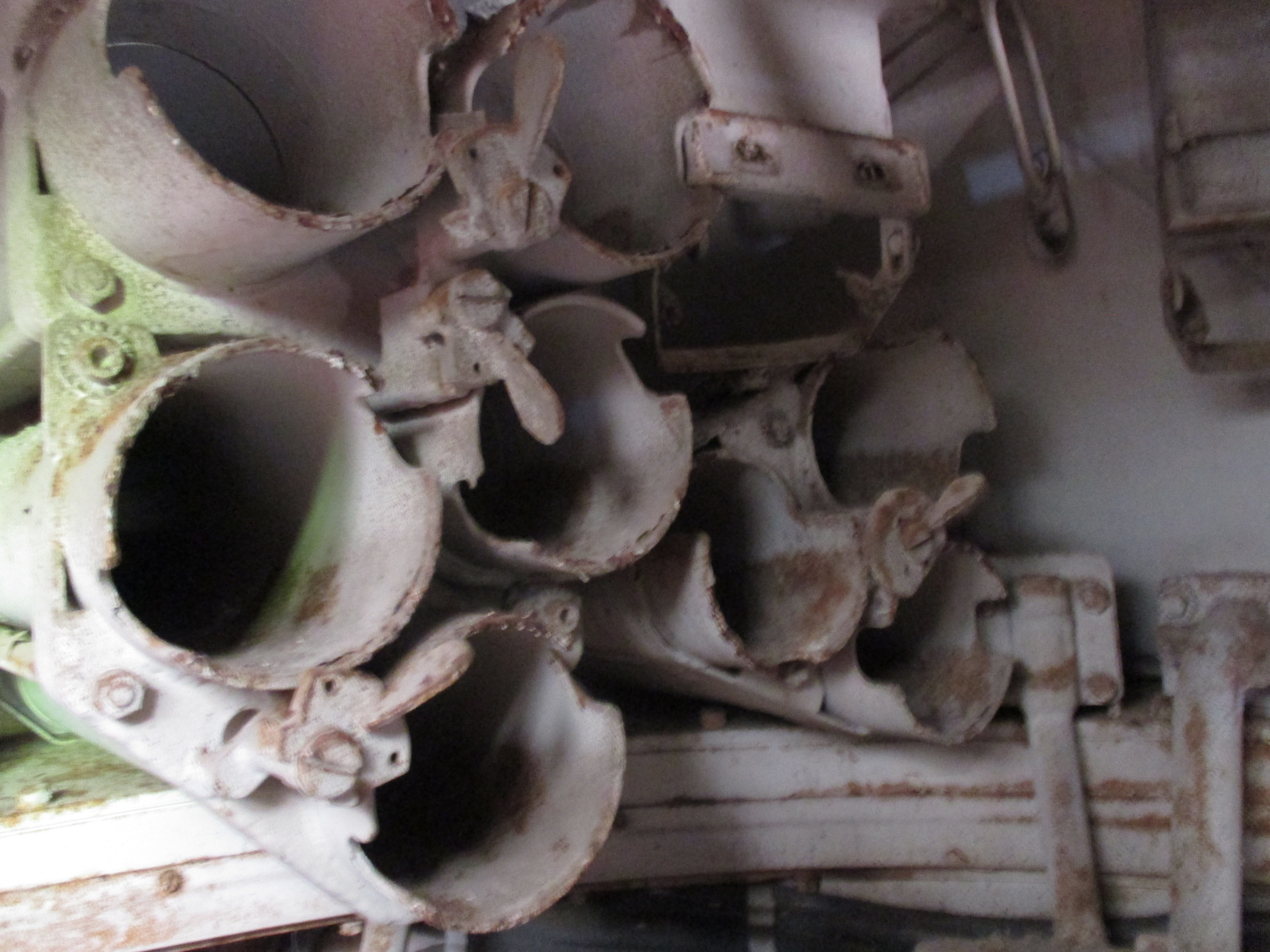
Ammunition rack located in rear of AML turret

### سلسلة بنهارد
- إيلاند أم كيه7 (مشتق)
- بنهارد إي بي آر
- بانهارد ام 3

### مركبات مشابهة في الدور والأداء والفترة
- ألفيس صلاح الدين
- بي أر دي إم-2
- دايملر فيريت
- إيلاند أم كيه7
- بنهارد إي بي آر